# Sprague (Waszyngton)
Sprague – miasto w Stanach Zjednoczonych, w stanie Waszyngton, w hrabstwie Lincoln.